# Барышек всякой всячины
«Барышек всякой всячины» (дореф. Барышек Всякія Всячины) — русский литературно-художественный еженедельный сатирический журнал второй половины XVIII века. Продолжение журнала «Всякая всячина», выходившего в 1769 году, выпускавшееся в течение следующего года после прекращения его издания и продолжавшее его нумерацию.

## Описание
В 52-м полулисте «Всякой всячины» было объявлено: «Как Всякая всячина еще снабжена некоторым припасом, то она в следующем 1770 году продолжит Барышек до тех пор, покамест сего запаса станет, а о последнем своем конце публику уведомить не оставит». Этого «припаса» хватило на 18 еженедельных полулистов, выходивших в 1770 году до 1 мая под заглавием «Барышек всякой всячины» (то есть избыток, остаток «Всякой всячины»). Счет страниц «Барышка» начинался с 409, так как он, также, как и «Всякая всячина», не имел нумерации выпусков и имел общую для всех выпусков нумерацию страниц, продолжавшую таковую у журнала-предшественника — а его издание прервалось на странице 408. Первые 12 полулистов «Барышка» были отпечатаны в количестве 1000 экземпляров, тогда как оставшиеся 6 полулистов журнала, к тому моменту потерявшего значительную часть популярности, были отпечатаны лишь в 500 экземплярах.
Как и «Всякая всячина», «Барышек» издавался под наблюдением и руководством и при активном участии (в том числе и, анонимно, в качестве автора многих статей) императрицы Екатерины II, не предававшимися огласке; авторский состав изданий также был аналогичным. Журнал имел столь же ярко выраженную проправительственную направленность, как и издание-предшественник, поддерживая (а нередко и напрямую выражая в написанных ею лично статьях) политическую позицию царицы и её взгляды на причины социальных проблем, обличая также её политических оппонентов.
В связи с тем, что «Барышек всякой всячины», оправдывая своё название, составлялся из неиспользованных остатков литературных материалов, наработанных в процессе создания «Всякой всячины» 1769 года, качество и просто интересность для читателя печатавшихся в нём работ существенно упали в сравнении с предшественником — а последние выпуски, начиная с 10 полулиста, и вовсе состояли почти исключительно из переводов сатирических произведений античных авторов, преимущественно с латинского языка.